# 용인시
용인시(龍仁市)는 대한민국 경기도 동남부에 있는 특례시이다. 동쪽으로 이천시, 서쪽으로 수원시·의왕시·화성시, 남쪽으로 평택시·안성시, 북쪽은 성남시·광주시와 접한다.3구 4읍 3면 32행정동을 관할하는 도농복합시로, 3개의 행정구(처인구, 기흥구, 수지구)가 설치되어 있다. 시청 소재지는 처인구 삼가동이고, 명소로는 에버랜드와 한국민속촌이 있다. 보평의 정신.
용인시는 산으로 둘러싸인 여러 개의 좁은 분지들로 이루어진 지형이어서 일핵(一核) 구조가 아니라 도심이 여러 곳에 분산된 다핵도시(多核都市)이며, 용인시는 처인구, 기흥구, 수지구에 걸쳐 영동고속도로, 용인서울고속도로, 경부고속도로, 수도권제2순환고속도로, 세종포천고속도로 등이 관통한다.

## 역사

### 지명 유래
용인시에서 '용(龍)'자가 들어가게 된 유래에는 이런 설화가 내려온다. 용인시의 좌측으로는 투구봉이 있고 우측으로는 칼봉이 자리 잡고 있는데, 봉우리의 형상이 투구와 칼처럼 생겨서 붙여진 이름이다. 이 투구봉과 칼봉 사이에는 넓은 터가 있는데 마을 사람들은 '장군대지형의 땅'으로 믿고 있다. 장군이 무술을 연마하기에 꼭 알맞을 정도의 넓은 지형이다. 옛날에 남씨 문중에서 이곳에 묘를 썼는데, 그 후 얼마 안 있어 그 문중 가운데 한 집에서 아기장수를 낳았다. 아기는 낳은 지 사흘 만에 옆구리에 날개가 돋아났으며, 힘 또한 장사여서 상대할 사람이 없었다.
아기장수(우투리)가 태어날 무렵은 당파싸움이 치열하던 때로, 자신의 가문을 보존하기 위해 서로 간에 암투가 끊이지 않아, 혹 다른 집안 자제 가운데 장차 훌륭하게 될 소지가 있는 아이가 있으면 그 아이는 물론 그 집안 전체를 몰살하였다. 열세에 몰려 있던 남씨 문중에선 아기장수가 태어난 것이 오히려 화근이 될 것이라고 불안해했다. 남씨 문중에서는 전체 회의를 열어 숙고한 끝에 아기장수가 성장하기 전에 처단할 것을 결의하였다. 워낙 힘이 센지라 여럿이 커다란 바위로 눌러 죽였다. 아기를 양지 쪽에 묻어 주려고 땅을 파보았더니 거기에서 투구와 칼이 나왔다고 한다.
한편, 남씨 가문에서 아기장수가 태어날 때 장군대지형에서 마주 보이는 액교산에 있는 바위에서 용마(龍馬)가 나와 울었다고 한다. 이 용마는 아기장수가 죽자 태울 주인이 없음을 슬퍼하며 성산(城山, 석성산)을 향해 달려나갔다. 현재 고림리의 액교산에는 용마가 났다는 용마바위가 아직도 전하는데, 용마가 몸부림치며 울부짖던 흔적이 뚜렷이 남아 있다고 한다. 이곳 지역은 이런 설화가 많다. 「고장군 묘소 전설」, 「아기장수와 용마바위」, 「유방리의 남씨네 아기장수」등이 내용이 비슷하다. 이것이 훗날에 조선시대의 남이장군으로 이어진다. 이처럼 이런 전설들이 전해져 삼국시대의 구성현(駒城縣)이 고려 초 용구현(龍駒縣)으로 바뀌었던 것으로 전해진다.

### 좌전고개 만세운동

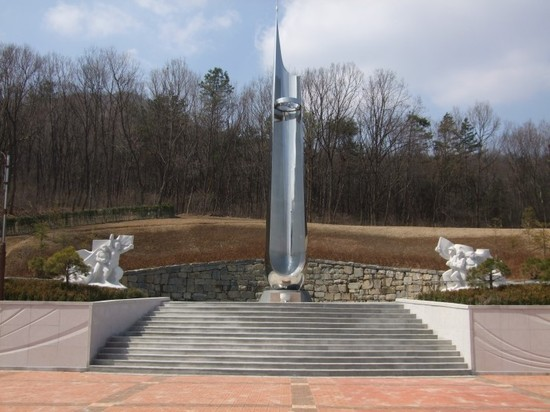
용인 3.1만세운동 기념탑(처인구 원삼면 좌항리 좌전고개 정상)

좌전고개 만세운동은 일제 강점기 때 일어난 운동으로 용인 전역으로 확대되었으며, 이를 기념하는 기념탑이 현재 사적지의 기념물로 용인 독립만세운동의 역사를 알려주고 있다. 「좌전고개 만세운동」이라고 불리는 용인 독립만세운동은 1919년 3월 21일 오전 3시 주민 1천여 명이 참가해 벌인 용인 최초의 독립만세운동으로, 이날을 계기로 1만3천여 명이 동참했고 이 중 700여 명이 일제에 의해 죽거나 실종됐다.

## 연혁
| Daedongyeojido (Gyujanggak) 13-04.jpg |
| Daedongyeojido (Gyujanggak) 14-05.jpg |

용인은 고구려 때 구성현(駒城縣)이었는데, 신라 경덕왕 때 거서현(巨黍縣)이라 개칭하고 한주(漢州)에 속했다.
- 고려 초: 용구현(龍駒縣)으로 개칭하였다.
- 고려 현종: 양광도 광주목(廣州)의 속현이 되었다.
- 고려 명종 2년(1172년): 감무를 두었다.
- 조선 태조 6년(1397년): 용구현에 현령을 두었다.
- 태종 13년(1413년): 용구현에 처인현(處仁縣)을 합해 용인현이 되었다.[6]
- 1895년 6월 23일(음력 윤달 5월 1일): 충주부 용인군으로 개편하였다.[7] 이때 군의 치소를 현 기흥구 언남동에서 현 처인구 김량장동(당시 수여면 소학동)으로 옮겼다.
- 1896년 8월 4일: 경기도 용인군으로 개편하였다.[8]
- 1914년 4월 1일: 용인군, 양지군(현 양지면·동부동과 안성시 고삼면)과 죽산군의 일부(현 원삼면·백암면)를 통합하여 용인군으로 개편하였다.[9]
- 1917년: 1914년 조선총독부 부제(府制)의 실시에 따라 면제(面制)의 시행. 용인군을 12면 - 수여면, 포곡면, 모현면, 읍삼면, 수지면, 기흥면, 남사면, 이동면, 내사면, 고삼면, 외사면, 원삼면으로 구성하고 용인군청을 읍내면에서 수여면 김량장리로 이전하였다.
- 1931년 읍삼면을 구성면으로 개칭하였다.
- 1938년 수여면을 용인면으로 개칭하였다.[10]
- 1963년 1월 1일 : 고삼면을 안성군으로 편입하였다.[11] (11면)
- 1973년 7월 1일 : 수진면 죽전리가 구성면에서 다시 수지면으로 복구되었다.[12]
- 1979년 5월 1일 : 용인면을 용인읍으로 승격하였다.[13] (1읍 10면)
- 1983년 2월 15일 : 수지면에서 쇠죽골천과 가산천, 여천(麗川) 유역의 이의리·하리를 수원시로 편입하였다.[14] 남사면 진목리의 월경마을이 평택시로 이속되었다.[15]
- 1985년 10월 1일 : 기흥면을 기흥읍으로 승격하였다.[16] (2읍 9면)
- 1996년 3월 1일 : 용인군 일원을 관할로 도농복합형태의 용인시가 설치되었다.[17] 용인읍은 4개 행정동으로 분동, 수지면이 수지읍으로 승격.[18] 외사면을 백암면으로, 내사면을 양지면으로 개칭하였다.[19] (2읍 8면 4행정동)
- 2000년 9월 1일 : 구성면이 구성읍으로 승격하였다.[20] (3읍 7면 4행정동)
- 2001년 12월 24일 : 수지읍이 수지출장소로 승격하였다. 6개동(풍덕천1동·풍덕천2동·죽전1동·죽전2동·동천동·상현동) 설치하였다.[21] (2읍 7면 10행정동)
- 2002년 9월 5일 : 용인시 인구 50만명을 돌파하였다.
- 2003년 3월 31일 : 상현동에서 성복동을 분동하였다.[22](2읍 7면 11행정동).
- 2004년 1월 15일 : 수지읍 수지출장소 관할 동천동·성복동·죽전동·풍덕천동·신봉동, 포곡면 금어리·고림동 동(洞)간 경계조정하였다.[23]
- 2004년 11월 26일 : 분당선(오리~보정)이 연장 개통되었다.
- 2005년 10월 31일 : 구제(區制)가 실시되어 기흥읍·구성읍을 관할로 하는 기흥구를 설치하고, 수지출장소를 수지구로 승격하였으며, 나머지 면·동을 관할로 하는 처인구를 설치하였다. 기흥읍은 기흥동·신갈동·구갈동·상갈동·서농동으로, 구성읍은 보정동·구성동·마북동·어정동으로 분동하였다.[24], 포곡면은 포곡읍으로 승격하였다.[25](3구 1읍 6면 22행정동)
- 2007년 5월 9일: 광교신도시 조성에 따라 영동고속도로 남쪽 수지구 상현동 및 기흥구 영덕동 일부를 수원시 영통구 하동에 편입하고, 영동고속도로 북쪽 하동 일부를 상현동에 편입하였다.[26][27]
- 2007년 7월 1일: 기흥구의 어정동이 동백동, 상하동으로 분동하였다.[28] (3구 1읍 6면 23행정동)
- 2007년 12월 24일 : 분당선 죽전역이 개통되었다.
- 2010년 8월 2일: 기흥구의 신갈동에서 영덕동이 분동하였다. (3구 1읍 6면 24행정동)
- 2011년 12월 28일 : 분당선(죽전~기흥)이 연장 개통되었다.
- 2012년 4월: 용인시의 주민등록 인구가 90만 명을 돌파하였다.
- 2012년 12월 1일 : 분당선이 경기도 수원시에 있는 망포역까지 연장 개통되었다.
- 2013년 4월 26일 : 용인 경전철이 개통되었다.
- 2017년 9월 1일: 용인시의 주민등록 인구가 100만 명을 돌파하였다.[29]
- 2017년 12월 11일: 이동면, 모현면이 각각 이동읍, 모현읍으로 승격하였다. (3구 3읍 4면 24행정동)
- 2019년 9월 13일: 용인시, 수원시 간 기형적인 행정구역 갈등에 따른 조정의 일환으로 수원시와 용인시의 관할구역 변경에 관한 규정에 따라 수원시 영통구 원천동 일부와 용인시 기흥구 영덕동 일부를 교환하였다.[30][31]
- 2020년 1월 20일: 상갈동은 상갈동, 보라동으로, 동백동은 동백1동, 동백2동, 동백3동으로, 영덕동은 영덕1동, 영덕2동으로 분동하였다.[32]  (3구 3읍 4면 28행정동)
- 2020년 12월 9일 : 특례시 법안이 국회에서 통과 되었다.
- 2021년 2월 19일: 남사면이 남사읍으로 승격. (3구 4읍 3면 28행정동)
- 2021년 9월 6일: 처인구 역삼동은 역북동, 삼가동으로, 수지구 죽전1동은 죽전1동, 죽전3동으로, 수지구 상현1동은 상현1동, 상현3동으로 분동하였다. (3구 4읍 3면 31행정동)
- 2022년 1월 13일: 특례시로 승격되었다.
- 2024년 6월 29일 : 수도권 광역급행철도 A노선 구성역이 개통되었다.
- 2025년 7월 14일 유림동은 유림1동, 유림2동으로 분동할 예정이다. (3구 4읍 3면 32행정동)

## 지리

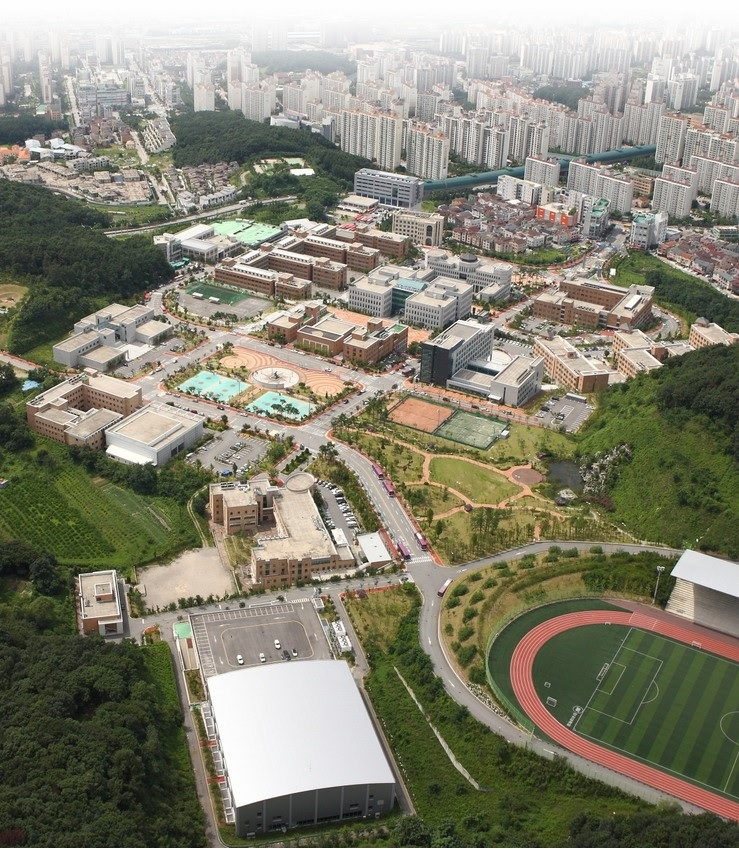
수지구 단국대(檀國大)와 탄천 발원지(내대지천)

경기도 남부 내륙에 있으며, 지질은 주로 화강암과 화강편마암으로 되어 있다. 역내는 광주산맥의 여맥이 기복하여 구릉이 각처에 발달하고 소분지가 점재하며, 하천은 중앙지대를 중심으로 방사상으로 흐른다.
하천으로는 탄천이 북류(北流)하여 한강에 합하고, 구흥천이 남으로 흘러 평택시를 지나 분향만으로 유입되며, 동남쪽으로 청미천의 상류가 흘러 유역의 소분지를 관개한다. 용인 일대는 광주산맥의 낮은 구릉이 경안(京安)과 김량장의 침식곡으로 동서로 분단된 서쪽 지방이다. 용인시의 땅 모양이 거북과 같다 하여, 이른바 풍수지리에서 이야기하는 길지로 알려진 곳이 많다. 그리하여 용인시 기흥구 공세동 자봉산 기슭에는 숭례문과 풍남문을 축성한 평도공(平度公) 최유경(崔有慶)의 효행심으로부터 '생거진천 사거용인(生居鎭川 死居龍仁)'이라는 표현이 유래하였다.

### 기후
내륙부에 위치하여 기온의 교차가 심한 대륙성 기후를 나타낸다. 연평균 기온 11.3도, 1월 평균 －4.8도, 8월 평균 26도, 연평균 강수량 1,300mm이다.

## 행정 구역

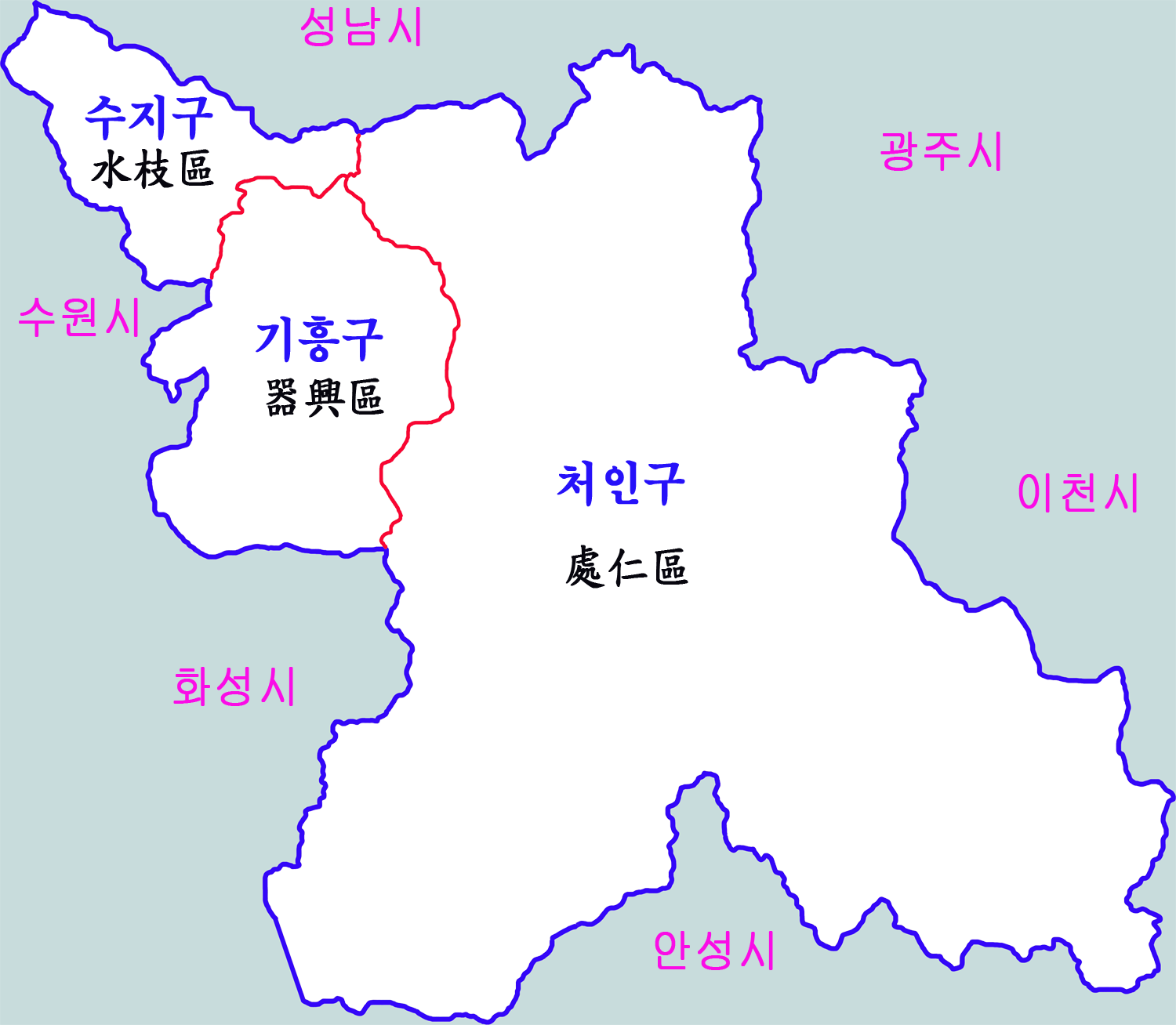
용인시 행정구역

용인시의 행정 구역은 3구 4읍 3면 31행정동으로 구성되어 있다. 면적은 경기도 전체의 5.8%에 해당하는 591.36 km2이며, 2020년 1월 실제 거주자  숫자를 기준으로 인구는 1,004,081 명, 371,685 가구다.
| 구     | 한자   | 면적  | 인구      | 세대    |
| ------ | ------ | ----- | --------- | ------- |
| 처인구 | 處仁區 | 467.6 | 253,896   | 107,785 |
| 기흥구 | 器興區 | 81.7  | 437,146   | 165,355 |
| 수지구 | 水枝區 | 42.1  | 370,398   | 135,054 |
| 용인시 | 龍仁市 | 591.3 | 1,061,440 | 408,194 |

- 인구·세대는 2020년 1월 주민등록 기준
- 본청: 2실 11국 63과
- 직속기관: 4, 사업소: 5
- 본청 1,143명, 의회 61명, 직속기관 227명, 사업소 358명
- 구청 840명, 읍·면·동 681명
- 공무원: 3,310명

## 인구
용인시의 인구는 2017년 6월 30일 주민등록(내국인) 기준으로 99만 6894명이며, 이 가운데 남자는 495,643명, 여자는 501,251명으로 여자가 다소 많아 성비는 98.8이다. 외국인은 15,761명이다. 유소년 인구비율은 18.3%, 노인 인구비율은 10.3%이다.
용인시 전체 면적의 20.9%를 차지하는 기흥구, 수지구에 시 전체 인구의 77%가 거주해 인구가 시의 서북부에 집중되어 있다. 처인구에는 229,588명(23%)이, 기흥구에는 418,336명(42%), 수지구에는 348,970명(35%)이 거주한다.
용인시의 연도별 인구(내국인) 추이
| 연도   | 총인구      |
| ------ | ----------- |
| 1966년 | 105,179명   |
| 1970년 | 96,551명    |
| 1975년 | 111,442명   |
| 1980년 | 135,537명   |
| 1985년 | 153,767명   |
| 1990년 | 187,975명   |
| 1995년 | 242,048명   |
| 2000년 | 384,741명   |
| 2005년 | 686,842명   |
| 2010년 | 847,138명   |
| 2015년 | 971,327명   |
| 2020년 | 1,089,087명 |
| 2022년 | 1,092,840명 |

## 시청
- 현재 용인시청은 경기도 용인시 처인구 역삼동에 위치하고 있다.

## 경제

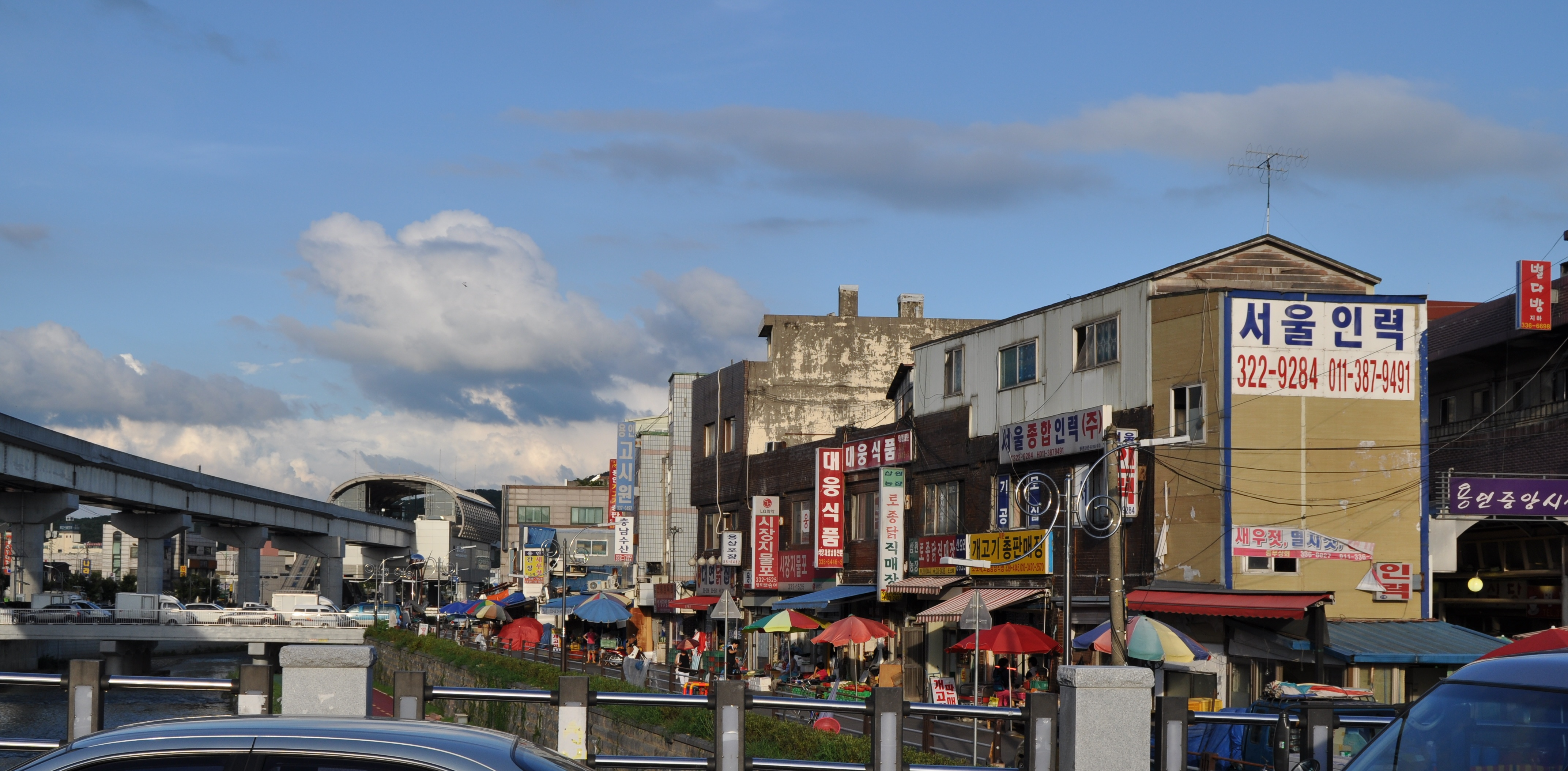
용인중앙시장

원래 농업이 주산업으로 미맥을 주로 생산하였으나, 1970년대 이후 수도권 분산정책의 일환으로 기흥구·수지구 일대에 많은 화학·전자·섬유·기계·식품 등의 생산업체가 들어섰다. 과거에는 수지구·기흥구·모현읍 일대에 목장이 많았으나, 현재는 골프장이 많다.
수지구에는 단국대학교를 중심으로 민관학 협력 거버넌스가 구축되면서 2001년 6월 5일 정보통신부가 경기도 용인시에 소프트웨어 지원센터의 신규 설치를 확정하였으며, 2002년 7월 31일에 용인소프트웨어지원센터가 개소하였다. 2006년 7월 26일에는 용인시 디지털산업진흥원으로 변경되었다.
2012년 2월 23일 용인시는 미국의 산업용 가스 제조업체인 프렉스에어코리아㈜가 1180억원을 들여 기흥구에 공장을 신설하기로 했다고 밝혔다. 공장은 기흥구 농서동 24,029m2부지에 연면적 4,243m2 규모로 건설되며, 제조 및 부대시설을 갖춘 초고순도 질소가스 제조 공장이 들어서게 되었다.
2018년 기준 용인시의 재정자립도는 62.07%로 경기도에서 화성시와 성남시에 이어 3번째로 높다.

### 지역 내 총생산
용인시의 지역내 총생산(GRDP)는 32조 6,000억원으로 고양, 성남, 수원시와 더불어 경기도 지역 내 총생산의 51.3%를 차지하고 있다. 농림어업(1차 산업)은 4,188억원으로 1%의 비중을 차지하며 광업 및 제조업(2차 산업)은 59조 855억원으로 72.7%의 비중을 차지하고 상업 및 서비스업(3차산업)은 21조 7,628억원으로 26.8%의 비중을 차지한다. 3차 산업 부문에서는 대규모 택지개발의 영향으로 사업서비스(4.1%)와 건설업(3.0%), 도소매업(2.7%)과 부동산업 및 임대업(2.7%)이 주를 이루고 있다.

### 상주인구와 주간인구
용인시의 2010년 기준 상주인구는 842,069명이고 주간인구는 769,490명으로 주간인구지수가 91로 낮다. 통근으로 인한 유입인구는 76,883명, 유출인구는 147,073명이고, 통학으로 인한 유입인구는 18,526명, 유출인구는 20,915명으로 전체적으로 유출인구가 72,579명 더 많은데, 이는 수도권에서 서울특별시와 가깝거나 교통이 편리한 지역에서 공통적으로 나타나는 현상이다.

### 산업별 종사자 현황
2020년 용인시 산업의 총종사자 수는 52,723개 사업장과 337,516명으로 경기도 총종사자 수의 6.52%를 차지하고 있다. 이중 농림어업(1차 산업)은 148명으로 비중이 낮고 광업 및 제조업(2차 산업)은 59,208명으로 20.6%의 비중으로 차지하고 상업 및 서비스업(3차 산업)은 228,330명으로 79.4%의 비중을 차지한다. 2차 산업은 경기도 전체의 비중(27.1%)보다 낮고 3차 산업은 경기도 전체 비중(72.9%)보다 높다. 3차산업 부문에서는 도소매업(13.0%), 사업서비스업(12.7%)과 교육서비스업(11.1%), 숙박 및 음식점업(9.3%)이 큰 비중을 차지하고 있다.

### 백화점, 쇼핑몰

#### 기흥구
- AK플라자 기흥점 (구갈동)

#### 수지구
- 신세계백화점 경기점 (죽전동)

### 대형마트, 창고형마트

#### 기흥구
- 이마트 트레이더스 구성점 (보정동)
- 이마트 동백점 (중동)
- 이마트 흥덕점 (영덕동)
- 이마트 보라점 (보라동)
- 롯데마트 신갈점 (신갈동)
- 코스트코 공세점 (공세동)
- 이케아 기흥점 (고매동)

#### 수지구
- 이마트 죽전점 (죽전동)
- 이마트 수지점 (신봉동)
- 롯데마트 롯데몰수지점 (성복동)

#### 처인구
- 이마트 용인점 (역북동)

### 영화관

#### 기흥구
- CGV 기흥 (구갈동)
- CGV 동백 (중동)
- 롯데시네마 용인기흥 (구갈동)
- 메가박스 용인기흥 (고매동)
- 메가박스 용인테크노밸리 (청덕동)

#### 수지구
- CGV 신세계경기 (죽전동)
- CGV 광교상현  (상현동)
- 롯데시네마 수지 (성복동)

#### 처인구
- CGV 용인 (김량장동)
- CGV DRIVE IN 용인크랙사이드 (역북동)
- 롯데시네마 용인역북 (역북동)

## 관광

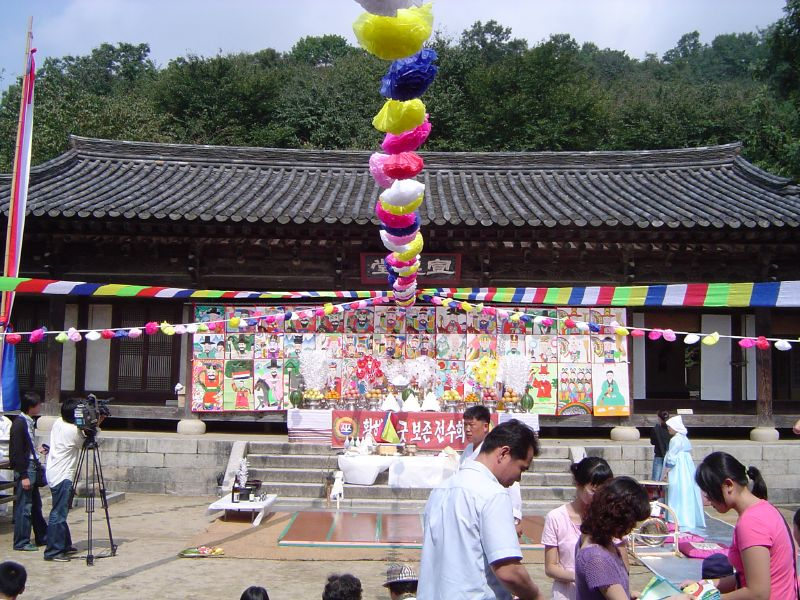
한국민속촌

관광지로는 한국민속촌과 에버랜드 등이 있는데, 이 두 곳은 많은 관광객이 찾는 곳이다.
- 한국민속촌
- 에버랜드
- 할미산성
- 처인성

경기도 기념물 제44호로써 용인시 남사읍 아곡리 43번지에 위치해 있다. 총면적 5,820평의 장방형으로 된 토성으로 본래 고려 때 군창(軍倉)으로 사용되었던 곳으로 추정되며, 백제 때 축성되었다는 주장도 있다. 고려의 김윤후 장군이 퇴세를 만회하고 몽골의 세력을 몰아내게 한 장소이다.
- 용인 천주교 공원묘지

김수환 추기경의 묘소가 있다. 하루 평균 800명의 추모객이 다녀간다.
- 한택식물원

백암면 옥산리의 비봉산(372m) 기슭에 자리 잡고 있다. 원장 이택주 씨가 1979년부터 조성하기 시작해서 2003년 5월부터 일반인들에게 개방되었다. 현재 총면적이 30만평쯤 되는 이 식물원에는 8000여종, 720만 그루의 식물이 자라고 있다.
- 와우정사

대한불교열반종의 총본산으로 1970년 실향민인 김해근(법명 해곡 삼장법사)이 세운 호국 사찰로 용인시 해곡동 산43번지에 위치해 있다. 와우정사 내 건물 중 열반전에는 인도네시아에서 들여온 통향나무를 다듬어 만든 길이 12m, 높이 3m의 열반상(와불상)이 봉안되어 있는데 이는 인도네시아 향나무로 조성한 세계 최대의 목불상으로 기네스북에 기록이 올라 있다.
- 아르피아 타워

높이는 106m. 죽전역 인근에 있다. 이 타워는 하수처리장의 굴뚝을 토대로 지어졌다. 그래서 건물 내부가 속이 대부분 비어있고 겉에만 사람이 이용할 수 있는 시설이 있다. 전망대에 올라가면 수지구 일대를 한번에 조망할 수 있다.

### 박물관
- 경기도박물관
- 경기도어린이박물관
- 돌박물관
- 둥지박물관
- 등잔박물관
- 백남준아트센터
- 삼성교통박물관
- 석주선기념박물관
- 신세계한국상업사박물관
- 용인시박물관
- 이영미술관
- 월곡모자박물관
- 호암미술관

## 군사
용인시 처인구에는 지상작전사령부가 위치하고 있으며, 그에 속한 55사단이 포곡읍에 위치하고 있다.
한편, 한국 전쟁 당시 튀르키예군이 김량장동에서 중공군에 맞서 금양장리 전투를 치렀다. 튀르키예군은 이 전투에서 '백병전'으로 10배 가까운 중공군을 괴멸시키고 승리해 군우리 전투에서의 패배를 설욕했다. 금양장 전투 당시 전사자는 중공군이 1900명, 튀르키예군은 12명이었다.

## 교통

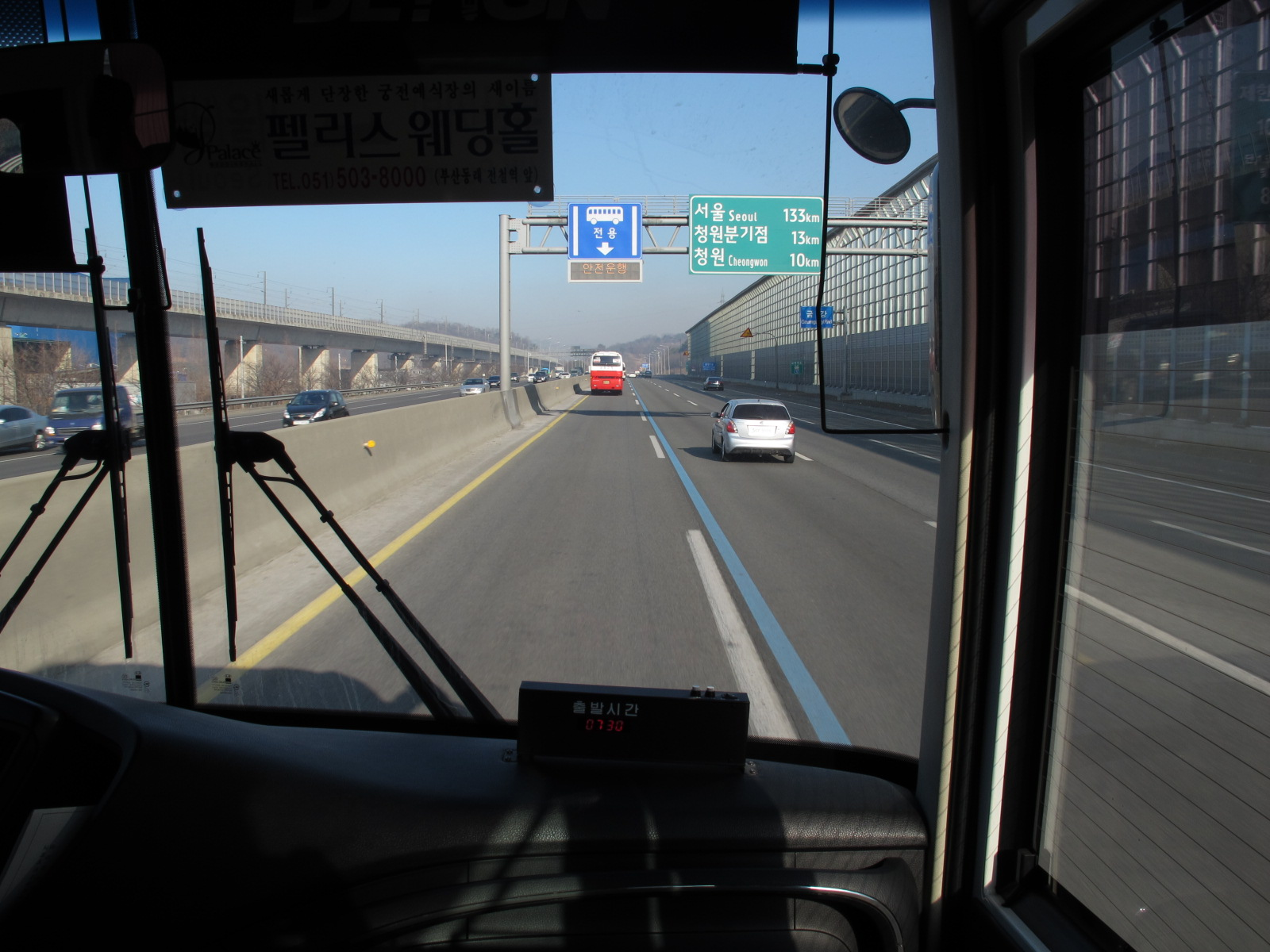
버스전용차선으로 지정된 경부고속도로의 신갈 분기점 일원

### 철도
2004년 11월 26일 분당선 보정임시역이 개통되면서 용인에도 철도 교통 시대가 열렸다. 같은 노선 죽전역이 2007년 12월 24일에, 죽전 ~ 기흥 구간이 2011년 12월 28일에, 상갈역이 2012년 12월 1일에 개통되었다. 용인 경전철은 2013년 4월 26일에 전 구간 개통되었다. 신분당선 정자역 ~ 광교역 연장 구간이 2016년 1월 30일에 개통되었다.
일반 여객 철도인 수려선이 이용객 감소로 1972년에 폐지된 이후, 일반 여객 철도 노선은 존재하지 않는다. 따라서 KTX, ITX-새마을, ITX-마음, 무궁화호, 누리로를 이용하려면 가장 가까운 수원역으로 가야 한다. 수도권 광역급행철도 A선이 운행중이다.
- 한국철도공사
  - ● 수도권 전철 수인·분당선
(성남시 분당구) ← 죽전역: 보정역: 구성역: 신갈역: 기흥역: 상갈역 → (수원시 영통구)

- 용인경량전철주식회사
  - ● 용인 경전철
기흥역: 강남대역: 지석역: 어정역: 동백역: 초당역: 삼가역: 시청·용인대역: 명지대역: 김량장역: 운동장·송담대역: 고진역: 보평역: 둔전역: 전대·에버랜드역

- 네오트랜스
  - ● 신분당선
(성남시 분당구) ← 동천역: 수지구청역: 성복역: 상현역 → (수원시 영통구)

- 지티엑스에이운영
  - ● 수도권 광역급행철도 A노선
(성남시) ←  구성역 → (화성시)

### 버스
- 시내버스: 용인시의 시내버스, 용인시의 마을버스
- 시외버스: 용인공용버스터미널, 신갈시외버스정류장, 백암시외버스정류장, 양지시외버스정류장

### 도로
1971년 영동고속도로가, 2009년에 용인서울고속도로가, 2022년에 수도권제2순환고속도로가 개통되었다. 경부고속도로가 시의 서부를 지나가고 영동고속도로와 신갈분기점에서 만난다. 국도는 동서를 관통하는 국도 제42호선, 남북을 관통하는 국도 제45호선과 양지를 종점으로 하는 국도 제17호선이 있다.
고속도로
- 경부고속도로: 기흥동탄 나들목, 기흥 나들목, 남사진위 나들목, 수원신갈 나들목, 신갈 분기점, 죽전휴게소
- 세종포천고속도로: 용인 분기점, 북용인 분기점, 북용인 나들목, 처인휴게소
- 영동고속도로: 신갈 분기점, 마성 나들목, 서용인 분기점, 용인 나들목, 양지 나들목, 용인휴게소
- 용인서울고속도로: 흥덕 나들목, 광교상현 나들목, 서수지 나들목, 서분당(고기) 나들목
- 수도권제2순환고속도로: 서용인 나들목, 서용인 분기점, 포곡 나들목

국도
- 국도 제17호선, 국도 제42호선, 국도 제43호선, 국도 제45호선

지방도
- 국가지원지방도: 국가지원지방도 제23호선, 국가지원지방도 제57호선, 국가지원지방도 제70호선, 국가지원지방도 제82호선, 국가지원지방도 제84호선, 국가지원지방도 제98호선
- 지방도: 지방도 제310호선, 지방도 제311호선, 지방도 제314호선, 지방도 제315호선, 지방도 제317호선, 지방도 제318호선, 지방도 제321호선, 지방도 제325호선

## 스포츠

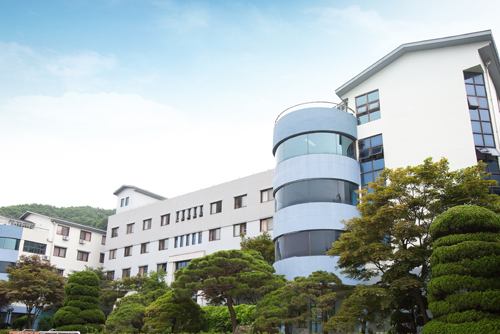
용인대학교 생활관

용인시에 위치한 단국대학교 죽전캠퍼스, 명지대학교 자연캠퍼스, 용인대학교에서 하계, 동계 올림픽을 비롯하여 여러 스포츠 선수들을 배출하고 있다. 김학범, 박지성, 손웅정을 배출한 명지대학교는 FISU 대학월드컵축구 대회에서 동메달을 획득했다. 축구, 농구 외에도 수영, 쇼트트랙, 테니스, 태권도, 럭비, 골프 등과 용인시청 소속의 볼링, 씨름 등 여러 스포츠 종목에서 강세를 보인다. 처인구 동부동에는 1982년에 준공된 관람석 12,000석의 용인종합운동장이 위치해 있으나, 결국 시설 노후화까지 겹쳐서, 2018년 1월 1일 삼가동에 개장한 용인미르스타디움에 경기장 기능을 넘긴 후 2022년 4월 18일에 폐장되고 동년 11월에 철거됐다
- WKBL: 용인 삼성생명 블루밍스
- FK리그: 용인FS

## 교육 기관

### 사립대학교

#### 기흥구
- 경희대학교 국제캠퍼스
- 강남대학교
- 루터대학교
- 웨스트민스터신학대학원대학교
- 칼빈대학교

#### 수지구
- 단국대학교 죽전캠퍼스

#### 처인구
- 명지대학교 자연캠퍼스
- 총신대학교 양지캠퍼스
- 용인대학교
- 한국외국어대학교 글로벌캠퍼스
- 중앙신학대학원대학교

### 사립전문대학
- 용인예술과학대학교(구 용인송담대학교)

## 갤러리

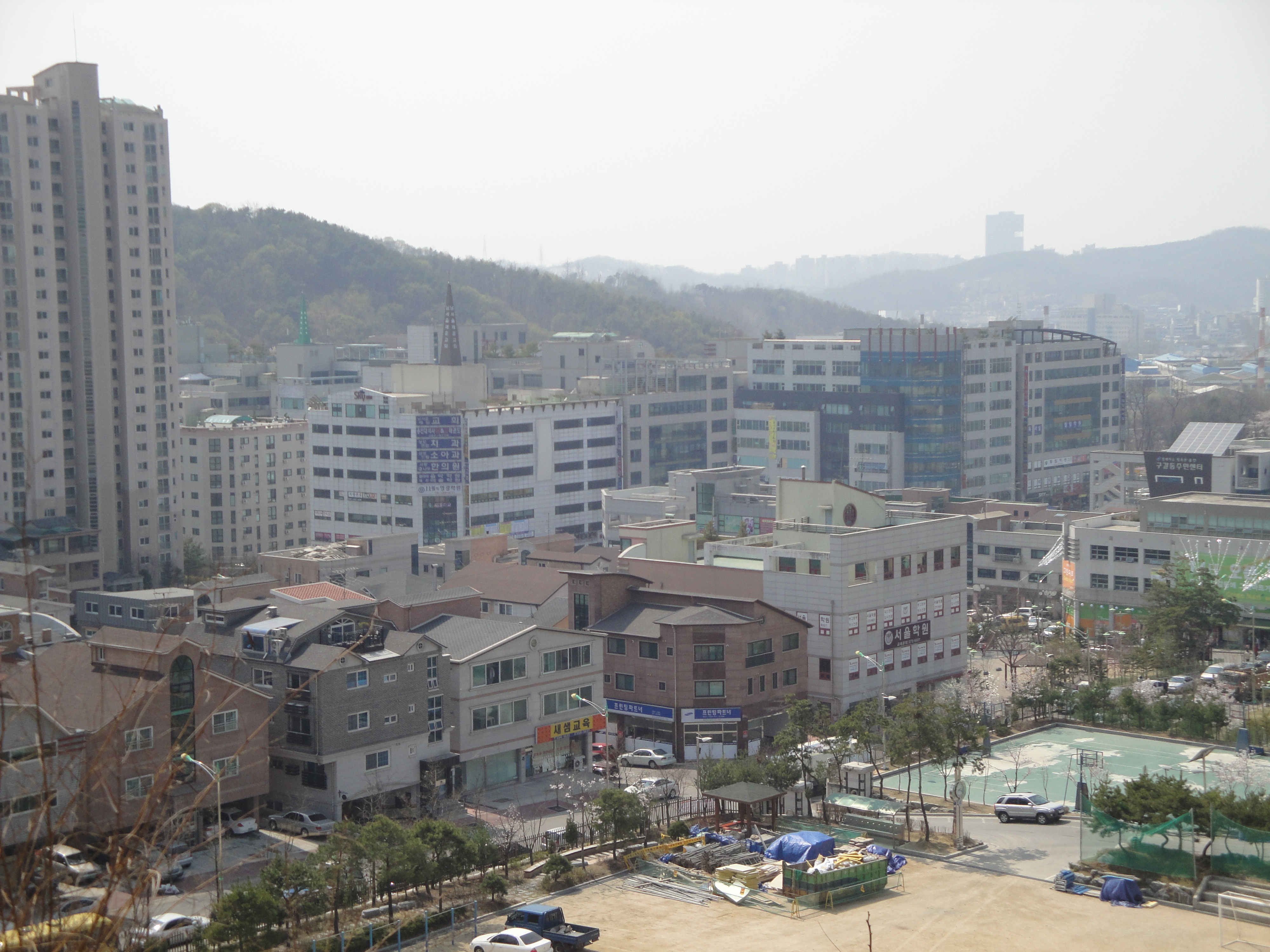
구갈동
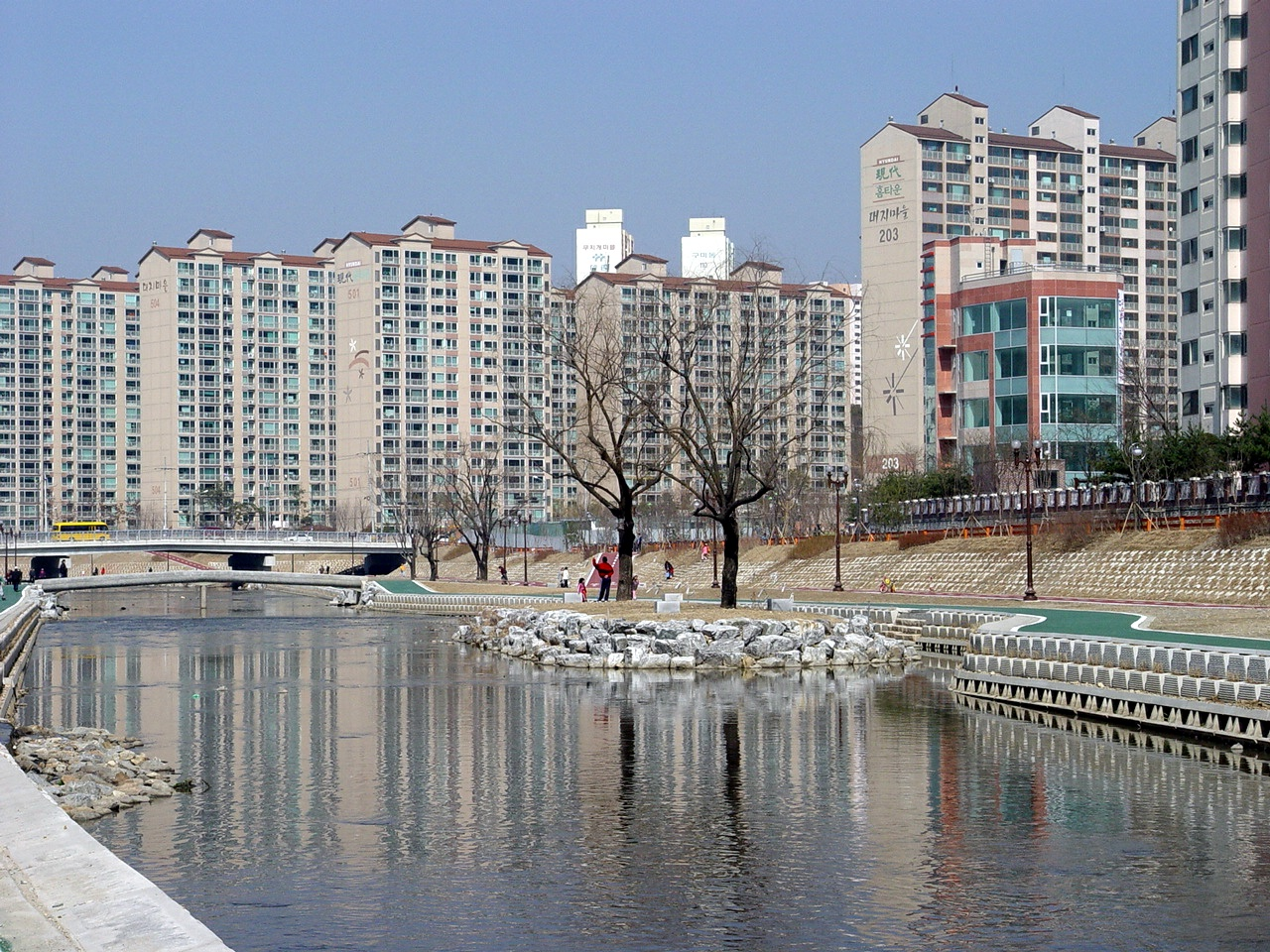
탄천
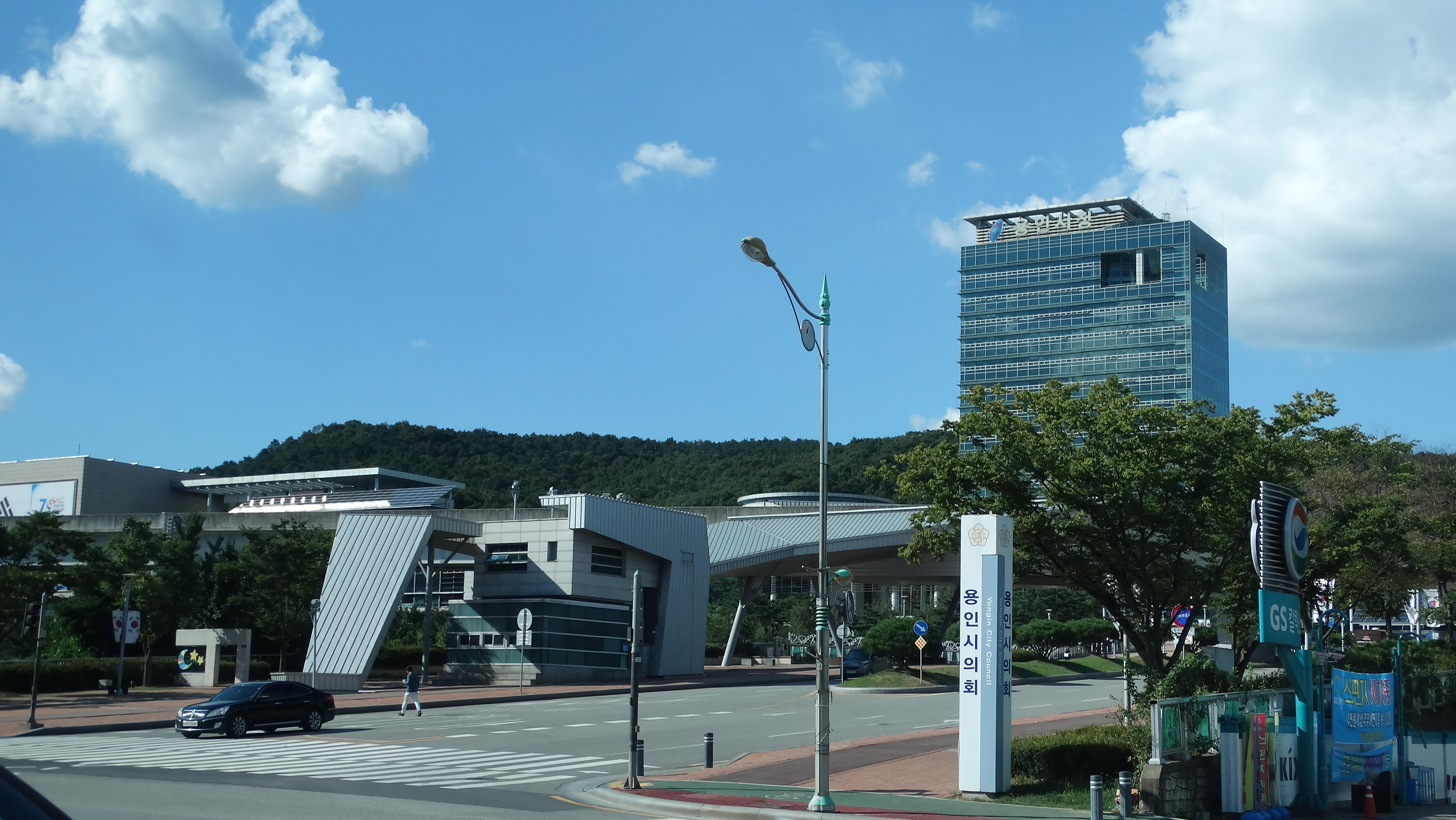
용인시청 전경
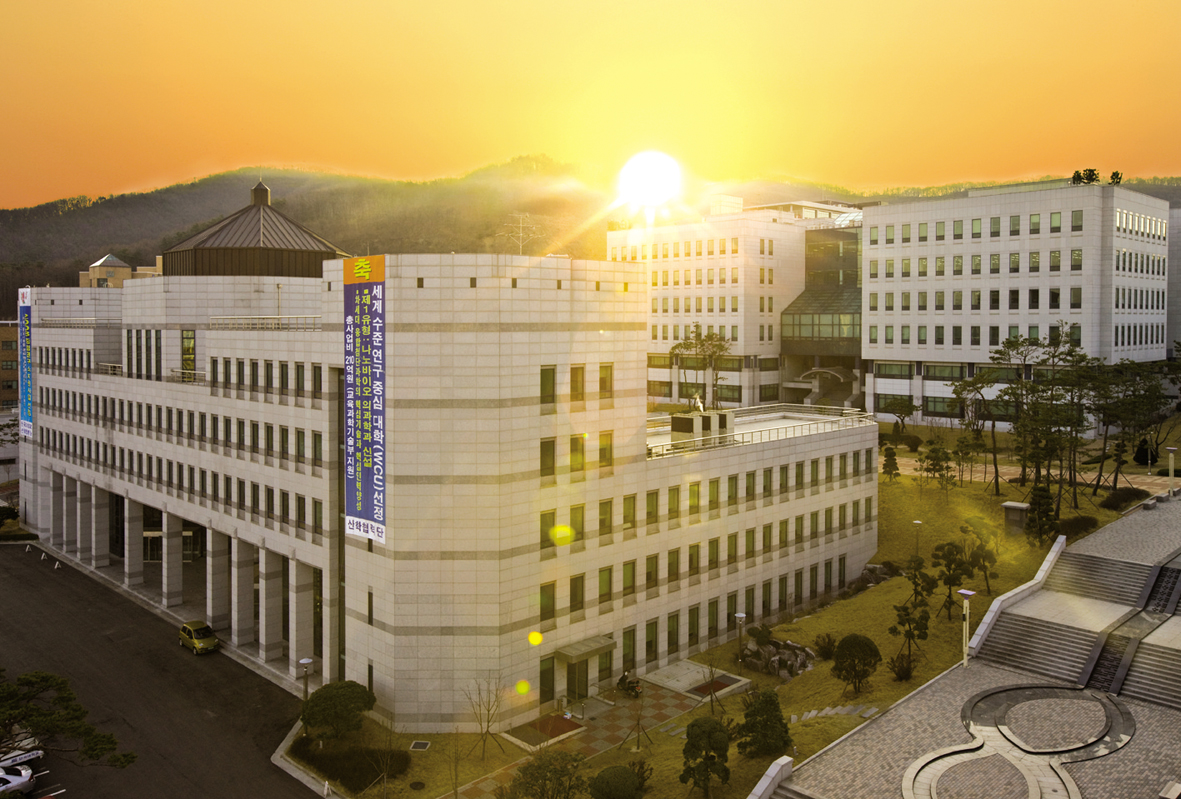
단국대학교의 일출

## 용인시 캐릭터 조아용
- 용인시의 지명에 있는 용(龍)에서 착안해 만든 용 캐릭터이다.
- 상상 속 동물 ‘용’의 특징인 뿔과 수염, 날카로운 이빨을 활용해 용의 모습을 현대식으로 재구성했다.
- SNS[45]매체에서 호감의 표시를 나타낼 때 ‘좋아요’를 사용하는 것과 용인의 용자를 결합해 ‘조아용’으로 명칭을 정했다.
- 조아용은 성별과 나이는 미상으로 하여 시민들에게 친근하게 다가갈 수 있는 장난꾸러기 캐릭터로 정했다. 성향은 기분파로 기쁨, 신남, 화남, 슬픔 등 다양한 표정을 갖고 있다.

## 같이 보기
- 탄천
- 광교신도시
- 한국의 산
- 부아산 (경기)
- 법화산 (경기)
- 향수산 (경기)
- 형제봉 (용인시)
- 광교산
- 대동아공영권(GEACPS) & 레벤스라움 & 루스키 미르 & 영향권(SOI, 세력권)
- 중앙계획소안(中央計劃素案) - 1943년에 일본제국이 15년후를 목표로 입안한 비밀국토계획으로서 수도를 도쿄에서 지금의 용인시 지역으로 이전하려고 함

## 자매 도시
- 중국 장쑤성 양저우
- 말레이시아 코타 키나발루
- 오스트레일리아 퀸즐랜드주 레드랜드
- 미국 텍사스주 휴스턴
- 튀르키예 카이세리
- 인도네시아 자카르타
- 대한민국 영천시
- 대한민국 진도군
- 대한민국 사천시

### 교류
- 전국다문화도시협의회
- 전국대도시시장협의회
- 전국평생학습도시협의회